# Nakhitchevanli
Nakhitchevanli est un village de la région de Khodjaly en Azerbaïdjan.

## Population
Elle compte 211 habitants en 2005.

## Personnalités
- Tchinguiz Mustafayev (1960-1992), journaliste civil et militaire azerbaïdjanais, est mort de l'explosion d'une mine à Nakhidzhevanik.